# Heinz Scholz (Schauspieler)
Heinz Scholz (* 15. März 1910 in Berlin; † 31. Mai 1978 in Ost-Berlin) war ein deutscher Schauspieler.

## Leben
Scholz absolvierte zunächst eine Lehre als Buchhändler; nebenher nahm er Schauspielunterricht und debütierte 1930 am Stadttheater Remscheid. Bis 1945 war er hauptsächlich bei Sommertheater-Bühnen und bei verschiedenen Wanderensembles beschäftigt.
Nach dem Zweiten Weltkrieg hatte er feste Engagements als Theaterschauspieler am Nationaltheater Weimar (ab 1945), am Theater der Freundschaft in Berlin, an der Berliner Volksbühne und am Maxim-Gorki-Theater.
Bei der DEFA und beim Fernsehen der DDR war Scholz als Charakterdarsteller in zahlreichen Filmen zu sehen, insbesondere in Märchenfilmen, wo er „prägnante Auftritte“ absolvierte. Häufig spielte er „kauzige, schrullige Figuren“.
Für seine Darstellung der Rolle des Karl Andreas Voß in dem Fernsehmehrteiler Ich – Axel Cäsar Springer erhielt er 1970 gemeinsam mit dem Schauspielerensemble des Films den Nationalpreis der DDR für Kunst und Literatur.

## Filmografie (Auswahl)
- 1950: Der Auftrag Höglers
- 1951: Zugverkehr unregelmäßig
- 1952: Sein großer Sieg
- 1953: Die Unbesiegbaren
- 1955: Ernst Thälmann – Führer seiner Klasse
- 1958: Weimarer Pitaval: Der Fall Saffran (Fernsehreihe)
- 1959: Ware für Katalonien
- 1959: Der Zinker (TV)
- 1960: Fernsehpitaval: Der Fall Hoefle (Fernsehreihe)
- 1960: Silvesterpunsch
- 1960: Was wäre, wenn …?
- 1960: Kein Ärger mit Cleopatra
- 1960: Fernsehpitaval: Der Fall Dibelius – Schnoor
- 1961: Die Liebe und der Co-Pilot
- 1962: Fernsehpitaval: Auf der Flucht erschossen
- 1962: Die letzte Chance
- 1963: Nebel
- 1963: Nackt unter Wölfen
- 1963: Bonner Pitaval: Die Affäre Heyde-Sawade (Fernsehreihe)
- 1964: Die goldene Gans
- 1964: Mir nach, Canaillen!
- 1965: Der Frühling braucht Zeit
- 1965: Tiefe Furchen
- 1965: Aus dem Tagebuch eines Minderjährigen (TV-Serie)
- 1966: Pitaval des Kaiserreiches: Die Ermordung des Rittmeisters von Krosigk
- 1966: Pitaval des Kaiserreiches: Der Prozeß gegen die Gräfin Kwilecki (Fernsehreihe)
- 1967: Die Räuber (Fernsehfilm)
- 1967: Er ging allein (TV-Zweiteiler)
- 1967: Ein Lord am Alexanderplatz
- 1968–1970: Ich – Axel Cäsar Springer
- 1969: Der Engel im Visier (TV)
- 1969: Verdacht auf einen Toten
- 1970: Jeder stirbt für sich allein
- 1971: Tod in der Kurve (TV)
- 1972: Schwarzer Zwieback
- 1972: Leichensache Zernik
- 1972: Die Bilder des Zeugen Schattmann (TV-Vierteiler)
- 1973: Unterm Birnbaum
- 1973: Der Wüstenkönig von Brandenburg
- 1973: Die Taube auf dem Dach
- 1974: Polizeiruf 110: Kein Paradies für Elstern (TV-Reihe)
- 1975: Der Staatsanwalt hat das Wort: Erzwungene Liebe (TV-Reihe)
- 1975: Kriminalfälle ohne Beispiel: Mord im Märkischen Viertel (Fernsehreihe)
- 1976: Der Staatsanwalt hat das Wort: Felix kauft ein Pferd

## Hörspiele
- 1956: Rolf Schneider: Das Gefängnis von Pont L'Eveque – Regie: Helmut Hellstorff (Rundfunk der DDR)
- 1957: Jean-Paul Sartre: Nekrassow (Polizeiinspektor) – Regie: Erich-Alexander Winds (Rundfunk der DDR)
- 1957: Bernhard Seeger: Wo die Nebel weichen – Regie: Lothar Dutombé (Rundfunk der DDRI)
- 1957: Gerhard Rentzsch (nach Wsewolod Wischnewski): Die Straße des Soldaten – Regie: Wolfgang Schonendorf (Rundfunk der DDR)
- 1957: A. G. Petermann: Die Hunde bellen nicht mehr (Waldemar Blisse) – Regie: Theodor Popp (Kriminalhörspiel – Rundfunk der DDR)
- 1958: Henrik Ibsen: Stützen der Gesellschaft – Regie: Herwart Grosse (Hörspiel – Rundfunk der DDR)
- 1958: Henrik Ibsen: Stützen der Gesellschaft (Kaufmann Wiegeland) – Regie: Erich-Alexander Winds (Hörspiel – Rundfunk der DDR)
- 1959: Rolf H. Czayka: Der Wolf von Benedetto – Regie: Wolfgang Brunecker (Hörspiel – Rundfunk der DDR)
- 1960: Anna und Friedrich Schlotterbeck: An der Fernverkehrsstraße 106 (Gärtner Obenhaus) – Regie: Theodor Popp (Rundfunk der DDR)
- 1960: Rolf Schneider: Der dritte Kreuzzug oder Die wundersame Geschichte des Ritters Kunifried von Raupenbiel und seine Aventiuren (Duke) – Regie: Wolfgang Brunecker (Rundfunk der DDR)
- 1961: Ferenc Taar: Die Schlacht in der Veréb-Gasse – Regie: Helmut Hellstorff (Rundfunk der DDR)
- 1961: Günter Koch/Manfred Uhlmann: Mordsache Brisson (Reg) – Regie: Hans Knötzsch (Dokumentation – Rundfunk der DDR)
- 1961: Clifford Odets: Wo ist Lefty – Regie: Fritz-Ernst Fechner (Hörspiel – Rundfunk der DDR)
- 1961: Klaas Smelik: Der Untergang der Eppie Reina (Koch Dooyes) – Regie: Edgar Kaufmann (Hörspiel – Rundfunk der DDR)
- 1962: Karel Čapek: Ein Abend mit Karel Čapek (Polizist) – Regie: Hans Knötzsch (Hörspiel-Komödie – Rundfunk der DDR)
- 1962: Anton Tschechow: Perpetuum Mobile (Grischutkin) – Regie: Beter Brang (Hörspiel – Rundfunk der DDR)
- 1963: Anna Elisabeth Wiede: Das Untier von Samarkand – Regie: Flora Hoffmann (Kinderhörspiel – Rundfunk der DDR)
- 1963: Bernhard Seeger: Rauhreif – Regie: Theodor Popp (Rundfunk der DDR)
- 1963: Manfred Bieler: Nachtwache – Regie: Helmut Hellstorff (Rundfunk der DDR)
- 1963: Gerhard Rentzsch: Die Geschichte eines Mantels – Regie: Edgar Kaufmann (Rundfunk der DDR)
- 1963: Alexander Ostrowski: Der Wald (Arkadi) – Regie: Hans Knötzsch (Hörspiel – Rundfunk der DDR)
- 1963: Hasso Laudon: Wie Anette ihre Schulmappe suchte (Igel Stups) – Regie: Flora Hoffmann (Kinderhörspiel – Rundfunk der DDR)
- 1964: Georg W. Pijet: Mietskaserne – Regie: Fritz-Ernst Fechner (Rundfunk der DDR)
- 1965: Kurt Belicke: Ein Tresor für zwei (Zacharias, Kriminaldirektor) – Regie: Werner Grunow (Hörspiel – Rundfunk der DDR)
- 1965: Richard Groß: Der Experte ist tot (Polydor) – Regie: Wolfgang Brunecker (Hörspiel – Rundfunk der DDR)
- 1967: Petko Todorow: Die Drachenhochzeit (Slawe) – Regie: Wolfgang Brunecker (Hörspiel – Rundfunk der DDR)
- 1967: James Fenimore Cooper: Der letzte Mohikaner (Gamut) – Regie: Dieter Scharfenberg (Kinderhörspiel – Litera)
- 1967: Maxim Gorki: Wassa Schelesnowa – Regie: Fritz-Ernst Fechner (Hörspiel – Rundfunk der DDR)
- 1968: Giles Cooper: Die unverdauliche Auster – Regie: Wolfgang Brunecker (Hörspielkomödie – Rundfunk der DDR)
- 1968: Rolf Gumlich: Verliebt über anderthalb Ohren (Patient) – Regie: Horst Gosse (Kinderhörspiel – Rundfunk der DDR)
- 1969: Will Lipatow: Der Dorfdetektiv (Jakob Kirillowitsch) – Regie: Werner Grunow (Hörspiel – Rundfunk der DDR)
- 1969: Vuk Stefanović Karadžić: Jugoslawische Märchen und Legenden (König, Müller, Teufel, Kadi) – Regie: Dieter Scharfenberg (Kinderhörspiel – Litera)
- 1970: Robert Louis Stevenson: Der Flaschenteufel (Alter Mann) – Regie: Dieter Scharfenberg (Kinderhörspiel – Litera)
- 1974: Lia Pirskawetz: Vox Humana (Wirt) – Regie: Fritz Göhler (Rundfunk der DDR)
- 1974: Robert Louis Stevenson: Die Schatzinsel (Bill Bones) – Regie: Theodor Popp (Kinderhörspiel – Litera)
- 1976: Mark Twain: Die Abenteuer des Huckleberry Finn (König) – Regie: Theodor Popp (Kinderhörspiel – Litera)